# Saint-Denis-de-Mailloc
Saint-Denis-de-Mailloc é uma comuna francesa na região administrativa da Normandia, no departamento Calvados. Estende-se por uma área de 4,23 km². Em 2010 a comuna tinha 310 habitantes (densidade: 73,3 hab./km²).